# Силадиці
Силадиці (словац. Siladice) — село в окрузі Глоговец Трнавського краю Словаччини. Площа села 7,6 км². Станом на 31 грудня 2015 року в селі проживало 663 жителі.

## Історія
Перші згадки про село датуються 1113 роком.

## Населення
| Рік:            | 1994. | 2004.   | 2014.   | 2024.   |
| --------------- | ----- | ------- | ------- | ------- |
| Кількість осіб: | 637   | 620     | 670     | 647     |
| Різниця:        |       | -2,66 % | +8,06 % | -3,43 % |

| Рік:            | 2023. | 2024.   |
| --------------- | ----- | ------- |
| Кількість осіб: | 656   | 647     |
| Різниця:        |       | -1,37 % |